# Adrasto (filho de Górdio)
Adrasto era filho de um rei da Frígia chamado Gordias, que sem querer matou seu próprio irmão e foi expulso por seu pai. Procurou refúgio na corte do rei da Lídia, Creso, que o purificou e recebeu generosamente.
Após algum tempo foi enviado como guardião de Átis, filho de Creso, que ia livrar-se de um javali que causava grandes estragos na região. Adrasto teve o infortúnio de matar Atis quando apontava no animal selvagem. Creso o perdoou, dizendo que fora um acidente e a vontade dos deuses, para se cumprir uma profecia. Mas Adrasto não conseguiu viver com a culpa e suicidou-se no túmulo de Atis.